# NGC 3410
NGC 3410 is een spiraalvormig sterrenstelsel in het sterrenbeeld Grote Beer. Het hemelobject werd op 1 april 1878 ontdekt door de Ierse astronoom Lawrence Parsons.

## Synoniemen
- MCG 9-18-42
- ZWG 267.21
- ARAK 261
- PGC 32594